# Yevhen Konoplyanka
Yevhen Olehovych Konoplyanka (em ucraniano, Євген Олегович Коноплянка; Kirovohrad, 29 de setembro de 1989) é um futebolista ucraniano que atua como ponta-esquerda. Atualmente joga pelo Cracovia.

## Carreira
Até os sete anos, Konoplyanka compartilhava as aulas de karatê com o futebol. Neste último, passou pelas categorias de base de Olimpik Kirovohrad e DJuSSz-2 Kirowohrad até 2006, quando chegou ao Dnipro. Com apenas 16 anos, foi promovido ao time de reservas, ganhando apenas 300 dólares de salário.
A estreia no time profissional do Dnipro foi em agosto de 2007, contra o Zakarpattia Uzhhorod, entrando aos 83 minutos de jogo, sucedendo ao georgiano Jaba Kankava. O primeiro gol do jovem atacante foi marcado em fevereiro de 2010, contra o Zorya Luhansk.
Em julho de 2015 acertou sua ida para o time espanhol do Sevilla, time pelo qual havia perdido a final da Liga Europa da UEFA no mesmo ano quando ainda atuava pelo Dnipro.

## Seleção Ucraniana

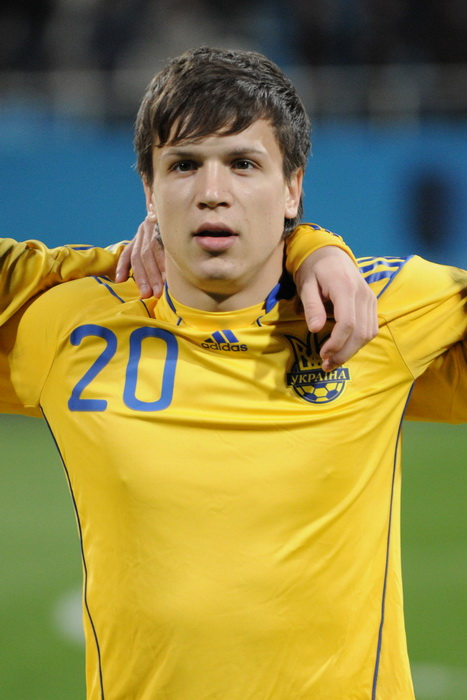
Konoplyanka durante a execução do hino ucraniano, antes de partida da Seleção.

Após passar pelas equipes de base da Seleção Ucraniana, Konoplyanka foi convocado pelo treinador interino Myron Markevych em 2010, sendo esta a primeira convocação dele para a equipe principal. Foi convocado e disputou a Eurocopa de 2012 como titular da Seleção Ucraniana, sendo dele a assistência para o primeiro gol de Andriy Shevchenko contra a Suécia.
Apesar de ter participado das três partidas da Ucrânia, não conseguiu fazer a equipe passar da primeira fase.

## Títulos
Sevilla
- Liga Europa da UEFA: 2015–16

Shakhtar Donetsk
- Primeira Liga Ucraniana: 2019–20